# 充仪
充仪，又作充衣、充依，是中國、越南帝王妃嬪称号。始於中國汉代。

## 中國
汉武帝设充依，秩千石，爵比左更。隋炀帝时設充仪，为正二品，列九嫔。唐朝后宫二品是九嫔包括昭仪、昭容、昭华、修儀、修容、修華、充仪、充容、充華。

## 越南
黎初朝（後黎朝初期）時黎聖宗開始設置，位列九嬪，為「三充」之一，後黎朝九嬪分為三昭（昭儀、昭容、昭媛）、三修（修儀、修容、修媛）、三充（充儀、充容、充媛）。

## 中國充仪列表
- 唐德宗充仪杨氏
- 唐顺宗充仪崔氏
- 唐顺宗充仪杨氏
- 宋仁宗充仪朱氏